# Каминская, Наталия Петровна
Наталия Петровна Каминская (Королёва) (23 августа 1923 — 9 августа 1999) — передовик советского сельского хозяйства, бригадир колхоза имени Красной Армии Коломенского района Московской области, Герой Социалистического Труда (1948).

## Биография
Родилась в 1923 году в селе Андреевка, ныне Коломенского района Московской области в семье крестьянина. Прошла обучение в начальной школе в родном селе, а затем обучалась в семилетней школе в Степанщино Воскресенского района. В 1939 году трудоустроилась на работу в колхоз имени Красной Армии. В 1940 году назначена бригадиром полеводческой бригады. С 1946 года член ВКП(б)/КПСС. В декабре 1946 года была избрана секретарём парторганизации колхоза.
Совместно с агрономом и другими руководителями хозяйства смогла правильно организовать труд колхозников, который позволил добиться высоких результатов в земледелии. В 1947 году руководимая ею бригада сумела получить высокий урожай картофеля. На площади 6 гектаров было получено по 501,6 центнера картофеля с гектара в среднем.
За получение высоких урожаев картофеля при выполнении колхозом обязательных поставок и натуроплаты за работу МТС в 1947 году и обеспеченности семенами картофеля для весеннего сева 1948 года, Указом Президиума Верховного Совета СССР от 19 февраля 1948 года Наталии Петровне Королёвой (в дальнейшем Каминская) было присвоено звание Героя Социалистического Труда с вручением ордена Ленина и золотой медали «Серп и Молот».
В дальнейшем продолжала трудовую деятельность, показывала высокие результаты в труде. В 1949 году вышла замуж за офицера Советской Армии и поменяла фамилию на Каминская. В 1951 году переехала на постоянное место жительство в Москву. С 1954 по 1956 годы работала экскурсоводом в павильоне механизации на ВСХВ. Затем продолжила работу в войсковой части. В дальнейшем вышла на заслуженный отдых. Проживала в Москве.
Избиралась членом Московского обкома и Коломенского райкома, была депутатом Непецинского сельского Совета. Делегат 2-го Конгресса международной демократической федерации женщин (1948) и Всемирного конгресса молодёжи в Будапеште (1949).

## Награды
За трудовые успехи удостоен:
- золотая звезда «Серп и Молот» (19.02.1948),
- орден Ленина (19.02.1948),
- Орден Трудового Красного Знамени (04.03.1949),
- другие медали.